# Klavierkonzert Nr. 11 D-Dur (Joseph Haydn)

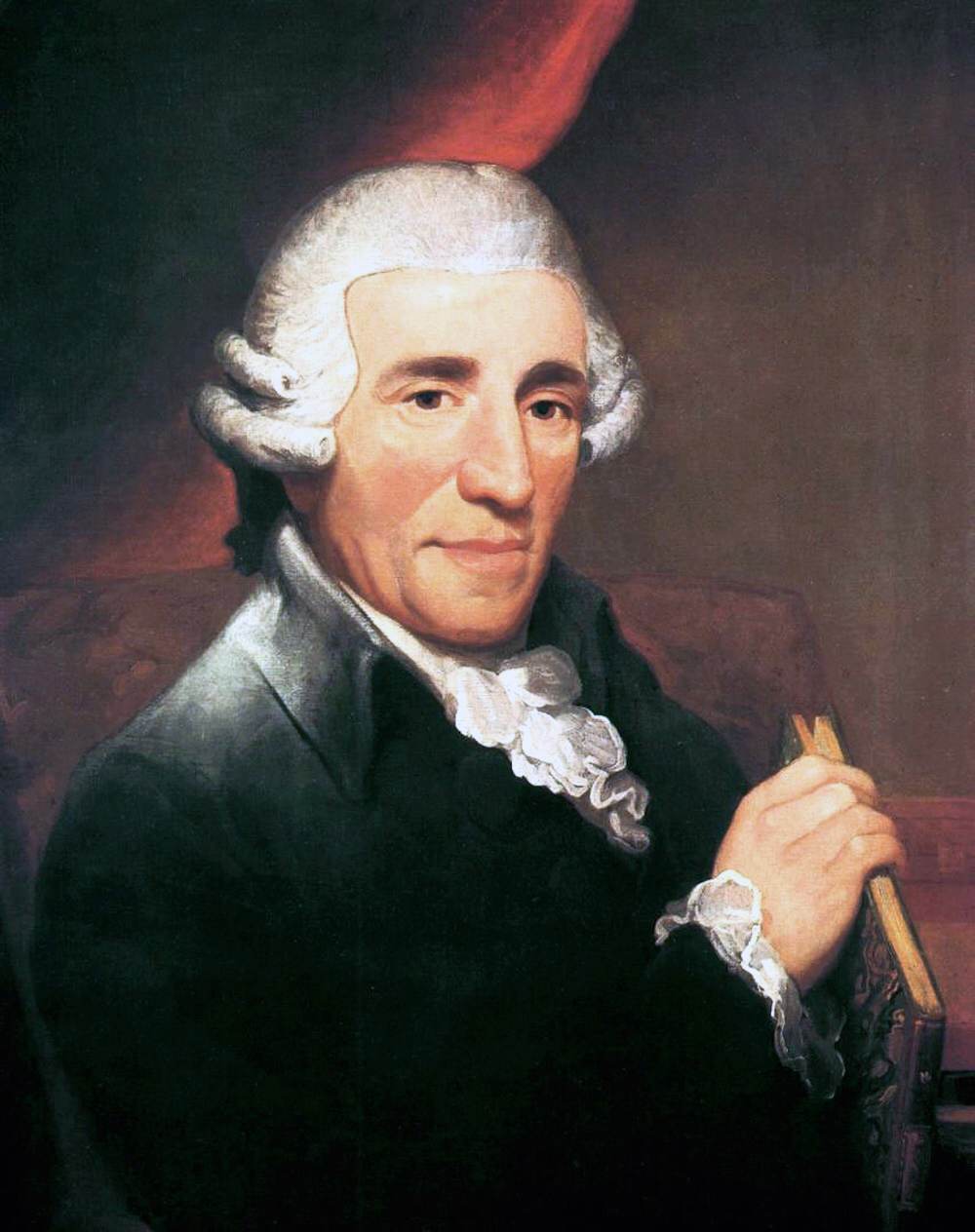
Joseph Haydn, Ölgemälde von Thomas Hardy(1791)

Das Klavierkonzert Nr. 11 in D-Dur (Hob XVIII:11) entstand wahrscheinlich um 1782 und ist das beliebteste und meistgespielte Klavierkonzert von Joseph Haydn. Die Spieldauer beträgt knapp 20 Minuten.

## Vorbemerkung
Bei den meisten der im Hoboken-Verzeichnis gelisteten Klavierkonzerte ist das Entstehungsdatum nicht genau nachweisbar, da zahlreiche Autographe entweder nur in Skizzen überliefert sind oder infolge der Brände in Joseph Haydns Haus sowie im Schloss Esterházy vernichtet wurden. Von den elf Konzerten für Tasteninstrumente (Orgel, Cembalo oder Pianoforte) sind lediglich drei in ihrer Authentizität als Klavierkonzerte Haydns gesichert.
Das Klavierkonzert Nr. 11 in D-Dur entstand um das Jahr 1782 und ist sein letztes Werk dieser Gattung. Obwohl Haydn seine Orchesterwerke vom Cembalo aus leitete und auch seine Klaviersonaten selbst aufführte, war er im Gegensatz zu Mozart und Beethoven kein Klaviervirtuose. Was ihn zur Komposition eines weiteren Klavierkonzerts mit ungewohnt virtuosen Anforderungen bewogen hatte, bleibt unklar. Vermutlich entstand dieses späte Klavierwerk weder auf Bestellung noch aus kommerziellen Erwägungen, sondern vielmehr als Reaktion auf die Wiener Aktivitäten Mozarts, der Anfang der 1780er-Jahre gleich drei neue Klavierkonzerte veröffentlichte.

## Werkbeschreibung
Haydns letztes Klavierkonzert in D-Dur (Hob. XVIII:11) wurde gemäß historischen Quellen für das Hammerklavier konzipiert. Weiter ist eines der wenigen Konzerte, die bereits zu seinen Lebzeiten veröffentlicht wurden. Danach geriet es allerdings in Vergessenheit. Lange Zeit wurde auch seine Echtheit angezweifelt, bis vor einigen Jahren ein Brief des Komponisten vom November 1784 an Boyer, seinen Pariser Verleger, entdeckt wurde, welcher die Autorschaft Haydns zweifelsfrei bezeugt. Aufgrund seiner frischen und einprägsamen Melodik, seiner harmonischen Feinheiten und seiner klaren Architektur in der klassischen Konzertform avancierte das Werk zu seinem meistgespielten Klavierkonzert. Die Sätze 1 und 2 enthalten von Haydn eigenhändig notierte Kadenzen.

### Gesamtform
1. Vivace, D-Dur, 4/4
2. Un poco Adagio, A-Dur, 3/4
3. Rondo all’Ungarese; Allegro assai, D-Dur, 2/4

### Analyse
Der Kopfsatz ist in Sonatensatzform gehalten und umfasst 245 Takte. Nach der Orchesterexposition (Takte 1–48) eröffnet das Klavier in Takt 49 solistisch mit dem ausgesprochen heiteren Hauptthema in D-Dur. Bereits die Wiederholung dieses 6-taktigen Themas erscheint melodisch variiert. Die nachfolgende Überleitung moduliert zwar erwartungsgemäß in die Dominanttonart, jedoch setzt der Seitensatz in Takt 91 überraschend in der Variante a-Moll ein und wendet sich erst in Takt 103, wo Haydn nach einer Fermate abermals Hauptsatz-Material aufnimmt, nach A-Dur. Zum Abschluss der Soloexposition erklingt in den Takten 113–118 ein kurzer, kadenzierender Epilog des Orchesters, der mit der nachfolgenden Durchführung (T. 118–174) verschränkt ist.
Zu Beginn der Durchführung moduliert Haydn in die Paralleltonart, wo das Hauptthema in Takt 127 erstmals in h-Moll erklingt. Die variierte Wiederholung steht wieder in D-Dur und mündet in einen längeren, harmonisch schweifenden Rückleitungsabschnitt, der in der Folge von einem motivischen Wechselspiel der Oboen und Hörner geprägt ist und vom Klavier solistisch abgeschlossen wird.
Die Reprise (T. 175–245) steht gesamthaft in der Grundtonart und setzt mit dem Hauptthema im Orchester ein, dessen neuartig variierte Wiederholung übernimmt diesmal das Klavier. Die Fortsetzung entspricht weitgehend dem ursprünglichen Verlauf der Soloexposition. Der Seitensatz erscheint in Takt 224 folglich in der Varianttonart d-Moll ein, ist nun aber harmonisch erweitert. Nach der Fermate übernimmt Haydn in Takt 235 wieder in D-Dur (vgl. T. 103) und leitet zur obligaten Solokadenz in Takt 240 über. Der Satz endet mit den Schlusstakten der Orchesterexposition (vgl. T. 44–48) im Tutti.
Der mit ‚Un poco Adagio’ überschriebene Mittelsatz in A-Dur umfasst 66 Takte und strahlt eine würdevolle Ruhe aus. Durch seine beinahe romantische Klangwelt erinnert er an den langsamen Satz von Mozarts Klavierkonzert in d-Moll KV 466.
Im dritten Satz, einem ‚Rondo all’Ungarese’ (Allegro assai), bedient sich Haydn der ungarischen Musikkultur, indem er Elemente aus der magyarischen Volksmusik aufnimmt. Vergleichbar mit ‚alla Turca’ war die Integration von Exotischem damals sehr beliebt und findet sich u. a. auch im letzten Satz seines Zigeunertrios (1795) oder in seiner Militärsinfonie (1794). Der verspielte und witzige Schlusssatz in D-Dur mit seinem 12-taktigen Rondothema umfasst 321 Takte und zeichnet sich durch ständige Wechsel der Tonarten und/oder des Tongeschlechts aus: Nachdem der erste Teil (T. 1–149) primär der Tonika und Dominante verpflichtet ist, pendelt Haydn nach einer Generalpause im mit ‚Minore’ überschriebenen Mittelteil (T. 150–200) zwischen der Varianttonart d-Moll und dessen Parallele F-Dur, im mit ‚Maggiore’ gekennzeichneten Schlussteil (T. 201–321) zwischen D-Dur und h-Moll, bevor eine formelhafte Coda den Satz in der Grundtonart abschließt.

### Besetzung
Klavier solo / 2 Oboen, 2 Hörner (in D) und Streichorchester.
Zur Verstärkung der Bassstimme wurde in der damaligen Aufführungspraxis üblicherweise ein Fagott mitgeführt.